# Sprawa Asian News International versus Wikimedia Foundation

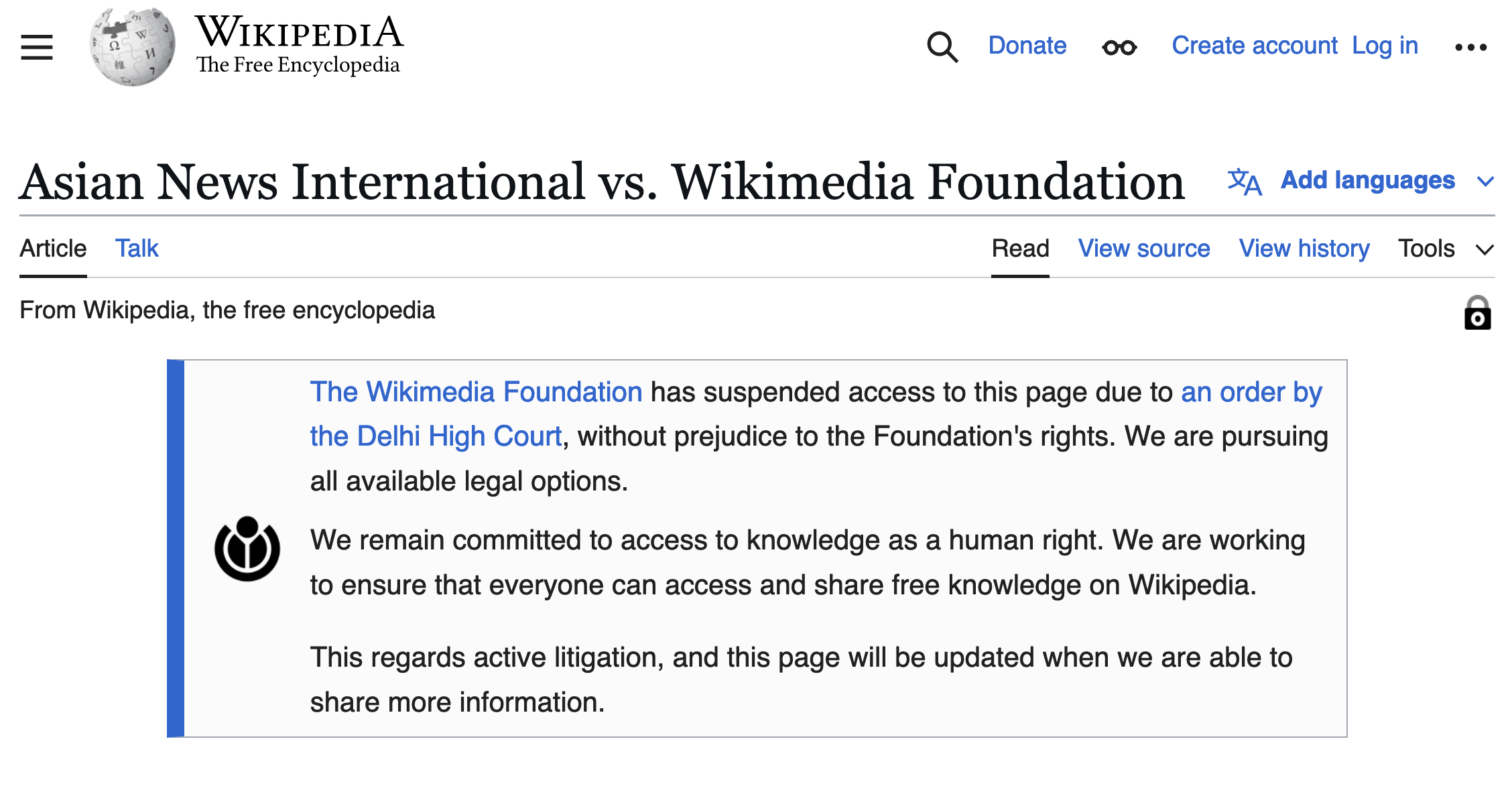
Ocenzurowana strona z angielskiej Wikipedii o pozwie ("Asian News International vs. Wikimedia Foundation")

Sprawa Asian News International versus Wikimedia Foundation – proces sądowy w Indiach, który rozpoczął się w lipcu 2024 roku. Agencja prasowa Asian News International (ANI) pozwała Fundację Wikimedia, zarzucając, że artykuł w anglojęzycznej Wikipedii zawierał treści zniesławiające, przedstawiające ANI jako „narzędzie propagandowe” rządu Indii, rozpowszechniające dezinformację i fałszywe wiadomości. ANI domagała się usunięcia tych treści, przeprosin oraz odszkodowania w wysokości 20 milionów rupii (około 240 tysięcy dolarów amerykańskich).
W odpowiedzi na pozew, Sąd Najwyższy Indii uchylił wcześniejszy nakaz Wysokiego Sądu w Delhi, który zobowiązywał Fundację Wikimedia do usunięcia strony opisującej spór prawny z ANI. Sąd Najwyższy uznał, że wcześniejszy nakaz był nieproporcjonalny i podkreślił znaczenie wolności słowa oraz konieczność tolerancji wobec krytyki instytucji publicznych.
Sprawa ta wywołała szeroką debatę na temat granic wolności słowa, odpowiedzialności platform internetowych za treści tworzone przez użytkowników oraz ochrony reputacji instytucji medialnych w Indiach.